# Lupinus arboreus
Espèce
Lupinus arboreus, le lupin  arborescent ou lupin en arbre, est une espèce de plantes à fleurs dicotylédones de la famille des Fabaceae, sous-famille des Faboideae, originaire de Californie.

## Liste des variétés
Selon Tropicos (12 septembre 2019) (Attention liste brute contenant possiblement des synonymes) :
- Lupinus arboreus var. arboreus
- Lupinus arboreus var. eximius (Burtt Davy) C.P. Sm.
- Lupinus arboreus var. fruticosus (Sims) S. Watson